# Vườn quốc gia Banff
Vườn quốc gia Banff ( /ˈbæmf/) là vườn quốc gia lâu đời nhất Canada, được thiết lập vào năm 1885 ở dãy núi Rocky. Vườn quốc gia này, cách Calgary 110–180 kilômét (68–112 mi) về phía tây, bao gồm một vùng 6,641 kilômét vuông (2,564 dặm vuông Anh) có địa hình đồi núi, với nhiều sông băng và đồng băng, rừng cây quả nón dày, và phong cảnh núi cao. Đại lộ Icefields mở rộng từ Lake Louise, kết nối tới Vườn quốc gia Jasper ở phía bắc. Về phía tây là những khu rừng và Vườn quốc gia Yoho, Vườn quốc gia Kootenay tọa lạc ở phía nam và Vùng Kananaskis về phía đông nam. Trung tâm thương mại chính của vườn là Banff, tại thung lũng sông Bow.
Tuyến đường sắt Thái Bình Dương Canada là đường di chuyển đến Banff vào những năm đầu, gắn liền với việc xây dựng khách sạn suối nước nóng Banff và Lake Louise Chalet. Vào đầu thế kỷ 20, nhiều con được đã được xây dựng. Từ thập niên 1960, nhà trọ ở vườn được mở cửa cả năm, với lượng khách du lịch hằng năm tới Banff tăng tới hơn 5 triệu vào thập niên 1990. Nhiều triệu khác đi xuyên qua vườn nhờ Xa lộ Xuyên Canada. Hiện nay, Banff có ba triệu lượt khách tham quan mỗi năm, và hệ sinh thái của nó đã bị tác động theo.